# Katharina von Bora
Katharina von Bora (født 29. januar 1499 i Lippendorf, død 20. december 1552 i Torgau) var en tysk nonne, der blev en af de tidligste protestanter. Hun var gift med reformatoren Martin Luther.
Katharina von Bora var datter af adelsmanden Hans von Bora og hustru Katharina, født von Haugwitz, der døde allerede i 1505. Faderen giftede sig kort efter igen, og Katharina blev sendt i kloster i Brehna (nær Halle) formentlig allerede i 1505. Hun blev i 1508 flyttet til klostret i Nimbschen (nær Grimma), hvor hendes faster Magdalene von Bora var nonne og hendes moster Magarete von Haugwitz var abbedisse. Den 8. oktober 1515 aflagde hun nonneløftet. I klostret lærte hun at læse og skrive; også latin. Men Katharina blev utilfreds med livet i klostret og fattede interesse for den lutherske reformbevægelse. Sammen med andre nonner i klostret lagde Katharina planer om at flygte, og gruppen bad hemmeligt Martin Luther om hjælp til deres forehavende. Luther efterkom deres bøn og sendte i påsken 1523 en vogn, som de undslap i med hjælp af rådsherre Leonard Koppe fra Torgau. Nonnerne kom til Wittenberg, hvor Luther hjalp dem til giftermål. Katharina blev optaget i Lucas Cranach den ældres hjem, men vægrede sig ved at gifte sig med andre end Luther. Det skete den 13. juni 1525 efter en forlovelse på blot 14 dage.
Parret bosatte sig i det gamle augustinerkloster i Wittenberg, som kurfyrsten af Sachsen stillede til rådighed. Her forvaltede Katharina landbruget, drev kvægavl og bryggeri, mens hun havde Luther og hans studenter og gæster på kost. Under pesten drev hun endvidere et hospice, hvor hun sammen med sine ansatte kvinder plejede de syge.
Katharina von Bora og Martin Luther fik seks børn. I 1526 Johannes, i 1527 Elisabeth (død 1528), i 1529 Magdalena (død 1542), i 1531 Martin, i 1533 Paul og endelig i 1534 Margarethe. 
Kort efter Luthers død i 1546 flygtede Katharina under Den schmalkaldiske krig til Magdeburg. Hun forsøgte at vende tilbage, men måtte kort efter i 1547 flygte igen, denne gang til Braunschweig. Hun kunne dog vende hjem senere på året, men fandt sine bygninger og landbrug forsømt. Med støtte fra et par fyrster indrettede hun sig beskedent, til hun i 1552 pga. pest og misvækst igen forlod Wittenberg. Denne gang flygtede hun til Torgau, hvor hendes vogn væltede ved byporten, og hun fik bækkenbrud. Hun døde kort efter af følgerne. 